# Det Norske Teatret

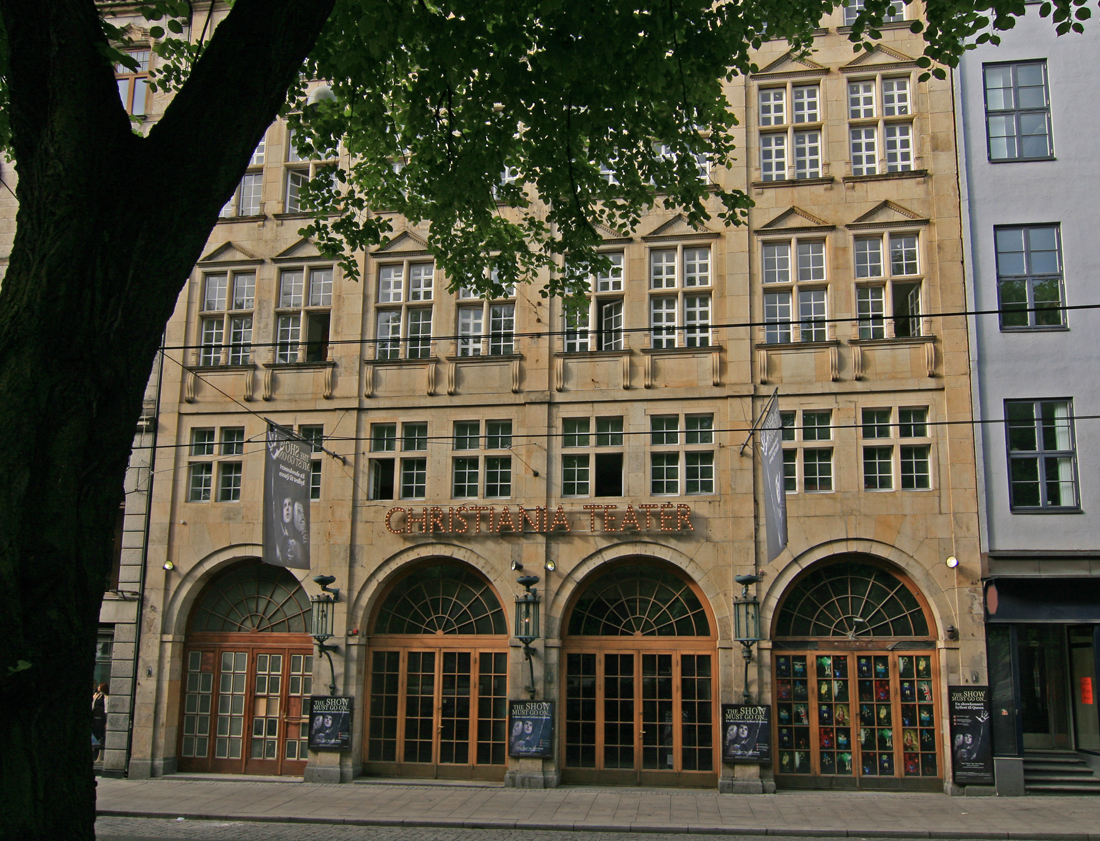
Le théâtre de 1945 à 1985

Det Norske Teatret (Le théâtre norvégien en français) est un théâtre où se jouent des pièces en nynorsk et en dialectes norvégiens. Le théâtre est situé à Oslo et débuta le 22 novembre 1912. Hulda Garborg en était la directrice.
Le 6 octobre 1913, jour de l'inauguration officielle, le théâtre connu sa première bataille d'Hernani lors de la représentation de la pièce Jeppe på Bjerget de Ludvig Holberg, traduite par Arne Garborg. La première a eu lieu en la présence du roi Haakon VII. La première bataille eut lieu à l'intérieur du théâtre même, où les jeunes partisans du  riksmål et ceux du nynorsk en vinrent aux mains. La police fut obligée d'intervenir et procéda à de nombreuses arrestations. La même scène se produisit six soirs de suite.
Une nouvelle altercation eut lieu en 1948 lorsque la pièce la plus célèbre d'Henrik Ibsen, Peer Gynt, fut jouée traduite en nynorsk. 
Les premières années, le théâtre se tenait dans la maison des jeunes paysans puis le théâtre emménagea dans la Stortingsgata. Puis en 1985 fut construit un nouveau théâtre dans la rue Kristian IVs gate.
Plusieurs comédies musicales furent jouées avec beaucoup de succès à l'époque où Egil Monn-Iversen était le responsable musical.
Det Norske Teatret est le seul grand théâtre norvégien à être privé. L'État finance tout de même le théâtre. L'association des jeunes paysans :Bondeungdomslaget d'Oslo en est le propriétaire le plus important ; les autres propriétaires étant différentes sections locales de l'association des jeunes Norvégiens : Noregs Ungdomslag.
Le théâtre remporta en 1979 le Spellemannprisen dans la classe ouverte Så lenge skuta kan gå (i.e. tant que le navire pourra aller.)